# Manxúria
Manxúria (manxú: Manju, xinès tradicional: 滿洲, xinès simplificat: 满洲, pinyin: Mǎnzhōu, rus: Маньчжурия, mongol: Манж), més coneguda pel seu nom oficial de Dongbei Pingyuan, és una regió històrica de l'Àsia oriental situada al nord-est de la Xina i que té una superfície de 801.600 km². Comprèn les províncies xineses de Liaoning, Heilongjiang i Jilin, així com la part oriental de la regió autònoma de Mongòlia Interior. La seva antiga capital és Mukden (avui Shenyang).

## Geografia
És una regió eminentment muntanyenca, travessada per la vall de Sungari i per la vall del Liao, on desemboquen els rius respectius. Hi ha ferro, zinc, carbó, plom, coure, plata i or. Té un clima rigorós, amb hiverns llargs i molt freds.

## Història
En l'antiguitat, fou llar de tribus nòmades molt bel·licoses. La Xina la va dominar des de la dinastia Han, però amb el pas del temps, els xinesos només es van limitar a tenir guarnicions al sud de la regió. Després, els tungús van crear el Regne de Pohai, que fou destruït per l'ètnia mongola kitan, que va crear l'Imperi Liao. Unes altres tribus com els jurtxets, vassalls dels tungús, van fer el seu Regne Chin el 1115 i es van aliar amb els xinesos de la dinastia Song, que van expulsar els kitan el 1127, i després van atacar els xinesos que els havien ajudats.
Els mongols de Genguis Kan van acabar amb els regnes de Manxúria el 1234, quan començaven a dominar la Xina, però el 1368, la dinastia xinesa dels Ming va reconquerir la regió. Els jurtxets van començar a enfortir-se mentre els Ming s'afeblien. D'aleshores ençà, aquestes tribus es coneixerien com els manxús. A la fi del segle xvi, van començar les hostilitats contra els xinesos, que finalment van concloure amb la caiguda dels Ming, després del suïcidi del seu darrer emperador. El 1644, els manxús van fundar la dinastia Qing, que va regnar fins al 1911 i va intentar aturar la immigració xinesa a Manxúria fins a finals del segle xviii, immigració deguda en part als recursos existents en la regió.
La frontera amb Rússia fou moguda unes quantes vegades, el 1689, 1858 (Tractat d'Aigun) i 1860. El 1860, es va fixar entre els rius Amur i Ussuri. Cap al segle xix, la població era més xinesa que manxú.

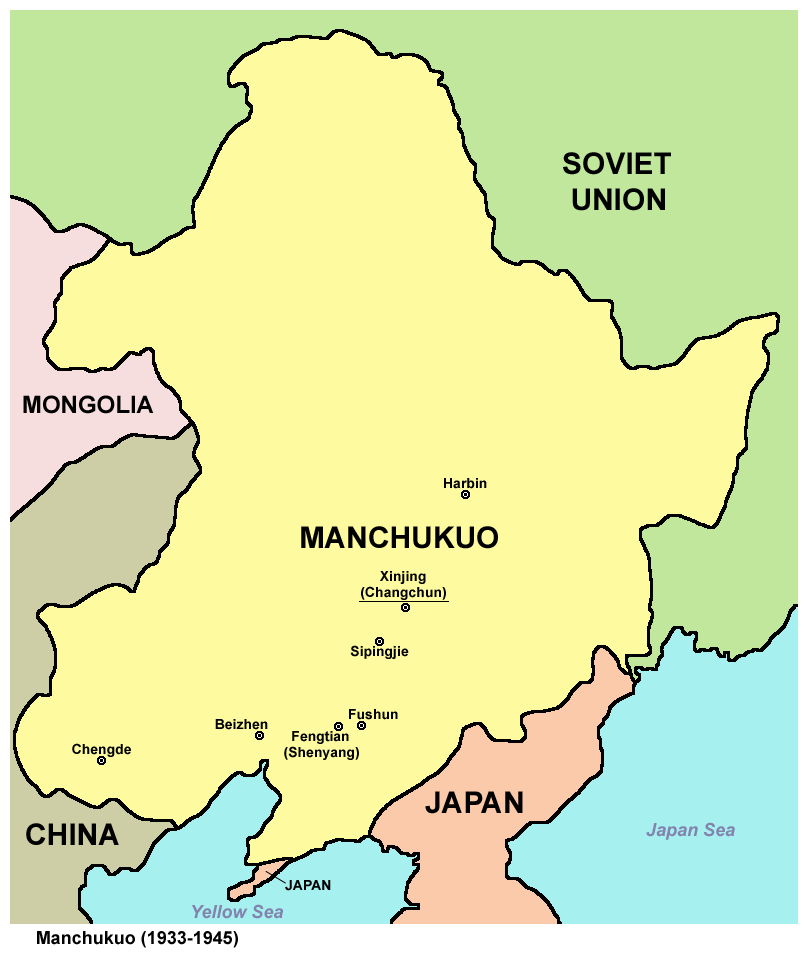
Imperi de Manxukuo, entre 1933 i 1945

Des del 1894, ha estat una regió disputada tant per Japó com per Rússia, situació que esclataria amb la Guerra russo-japonesa de 1904, que va acabar amb la victòria dels japonesos. Manxúria va ser annexada al Japó el 1931; i des de aleshores es va anomenar Gran Imperi Manxú, el qual va ser proclamat estat independent (que en realitat funcionava com un protectorat japonès). L'últim emperador xinès, Puyi, per donar certa legitimitat al nou país davant del món, va ser investit com a emperador de Manxukuo sota el nom de Kang De. Aquest estat fictici va ser un dels motius perquè els Estats Units entressin en la Segona Guerra Mundial, car era contrari als seus interessos. Després de la guerra, el 1948, Manxúria va tornar a ser part integrant de la República Popular de la Xina i, el 1959, la regió va ser dividida entre la Mongòlia Interior i les províncies de Liaoning, Heilongjiang i Jilin.